# Tour de France 2024/13. Etappe
Die 13. Etappe der Tour de France 2024 fand am 12. Juli 2024 statt. Sie führte die 111. Austragung des französischen Etappenrennens weiter Richtung Westen an den Fuß der Pyrenäen. Der Start erfolgte in Agen, ehe das Ziel nach 165,3 großteils flachen Kilometern in Pau erreicht wurde. Nach der Etappe hatten die Fahrer 2290,6 Kilometer absolviert, was 65,5 % der Gesamtdistanz entspricht.
Den Etappensieg sicherte sich der Belgier Jasper Philipsen (Alpecin-Deceuninck), der sich im Massensprint vor Wout van Aert (Team Visma-Lease a Bike) und Pascal Ackermann (Israel-Premier Tech) durchsetzte. Tadej Pogačar (UAE Team Emirates) verteidigte das Gelbe Trikot; Primož Roglič (Red Bull–Bora–Hansgrohe) und Juan Ayuso (UAE Team Emirates) gaben das Rennen auf.

## Streckenverlauf
Der neutralisierte Start erfolgte in Agen auf der D931 unweit des Place Jasmin. Über den Boulevard Scaliger und Boulevard Sylvain Dumon wurde das Stadtzentrum im Norden umfahren, ehe es auf der D656 in Richtung Südwesten ging. Auf der Pont de Pierre überquerten die Fahrer die Garonne, bevor es weiter nach Roquefort ging. Kurz nach dem Abzweiger auf die D7 wurde das Rennen nach 9,5 Kilometern freigegeben.
Nach dem offiziellen Start führte die Strecke auf welligem Terrain über Nérac, Mézin, Gabarret und Cazaubon nach Nogaro, wo nach 88,5 Kilometern der einzige Zwischensprint ausgefahren wurde. Bei Riscle wurde der Adour überquert, ehe zwei Bergwertungen der 4. Kategorie folgten. Als erster Anstieg wurde die Côte de Blachon (309 m) befahren, die bei Kilometer 127 passiert wurde. Die Wertung wurde dabei auf der D139 abgenommen. Nach einem kurzen Plateau und der anschließenden Abfahrt, ging es von Lembeye auf die Côte de Simacourbe  (316 m), die 29 Kilometer vor dem Ziel überquert wurde. Auf dem Weg von Monassut-Audiracq nach Morlaàs wurde eine weitere kurze, nicht-kategorisierte Steigung befahren, ehe Pau über die D934 erreicht wurde. Der Zielstrich befand sich auf der Rue du Maquis du Béarn neben der Bernadotte-Kaserne. 500 Meter vor dem Ziel lag die letzte Linkskurve.
|                            | Ort                | Kilometer | Länge (km) | Höhe (m) | Ø Steigung |
| -------------------------- | ------------------ | --------- | ---------- | -------- | ---------- |
| neutralisierter Start      | Agen (D931)        | −9,5      |            |          |            |
| offizieller Start          | Roquefort (D656)   | 0,0       |            |          |            |
| Zwischensprint             | Nogaro             | 88,5      |            |          |            |
| Bergwertung (4. Kategorie) | Côte de Blachon    | 127,0     | 1,5        | 309      | 6,9 %      |
| Bergwertung (4. Kategorie) | Côte de Simacourbe | 136,3     | 1,8        | 316      | 6,4 %      |
| Ziel                       | Pau                | 165,3     |            |          |            |

## Rennverlauf
Nach seinem Sturz am Vortag ging Primož Roglič (Red Bull–Bora–Hansgrohe) nicht an den Start der 13. Etappe. Auch Jesús Herrada (Cofidis) nahm das Rennen krankheitsbedingt nicht in Angriff. Nachdem das Rennen freigegeben worden war, kam es zu einer Reihe von Angriffen, wobei sich nach rund sechs Kilometern eine größere Gruppe absetzen konnte. In dieser waren mit Adam Yates (UAE Team Emirates), Julien Bernard, Toms Skujiņš (beide Lidl-Trek), Neilson Powless, Rui Costa, Marijn van den Berg (alle EF Education-EasyPost), Frank van den Broek (dsm-frimenich PostNL), Jakob Fuglsang, Hugo Houle (beide Israel-Premier Tech), Romain Grégoire, Kevin Geniets (beide Groupama-FDJ), Michał Kwiatkowski (Ineos Grenadiers), Jonas Abrahamsen, Magnus Cort Nielsen (beide Uno-X Mobility), Jan Tratnik (Visma-Lease a Bike), Mathieu van der Poel, Axel Laurance (beide Alpecin-Deceuninck), Brent Van Moer, Arnaud De Lie (beide Lotto Dstny), Oier Lazkano (Movistar), Matej Mohorič (Bahrain Victorious) und Davide Ballerini (Astana Qazaqstan) 22 Fahrer vertreten. Der Gesamtachte Adam Yates, der als Teamkollege des gesamtführenden Tadej Pogačar (UAE Team Emirates) fuhr, wies im Gesamtklassement einen Rückstand von sechs Minuten und 59 Sekunden auf, weshalb das Team Visma-Lease a Bike versuchte die Ausreißergruppe wieder einzuholen. Unterstützung erhielt es dabei von Jayco AlUla, das keinen Fahrer in der Spitzengruppe positioniert hatte. Das hohe Tempo der Anfangsphase sorgte dafür, dass der Gesamtneunte Juan Ayuso (UAE Team Emirates), den Kontakt zum Peloton verlor und das Rennen wenig später aufgab. Nachdem der Vorsprung der Ausreißer nach 25 Kilometern weiterhin bei rund 30 Sekunden blieb, nutzte das Team Visma-Lease a Bike den starken Seitenwind, um das Peloton in zwei Gruppen zu teilen. Hinter Wout van Aert (Visma-Lease a Bike), der die Attacke lancierte, folgten seine Teamkollegen Christophe Laporte, Tiesj Benoot, Matteo Jorgenson und Jonas Vingegaard, der als Kapitän der Mannschaft fuhr. Der gesamtführende Tadej Pogačar folgte der niederländischen Mannschaft und auch der Gesamtzweite Remco Evenepoel (Soudal Quick-Step) ließ sich in der frühen Rennphase nicht abhängen. Weiters waren mit João Almeida (UAE Team Emirates), Victor Campenaerts (Lotto Dtsny), Pascal Ackermann und Stephen Williams (beide Israel-Premier Tech) vier weitere Fahrer in der ersten Gruppe des ehemaligen Hauptfelds vertreten. Nun versuchte das Team Visma-Lease a Bike die Lücke zu der Ausreißergruppe zu schließen und rief auch Jan Tratnik zurück, der sich bei der Nachführarbeit beteiligte. Die Spitzengruppe konnte ihren Vorsprung jedoch konstant bei rund 30 Sekunden halten, ehe das von den Ineos Grenadiers angeführte Peloton nach rund acht Kilometern zu der Gruppe um Tadej Pogačar, Remco Evenepoel und Jonas Vingegaard aufschloss. Im Anschluss blieb das Tempo weiter hoch, da sich Adam Yates weiterhin in der großen Spitzengruppe befand.
Rund 95 Kilometer vor dem Ziel griff Magnus Cort Nielsen in der Spitzengruppe an und setzte sich gemeinsam mit Julien Bernard, Michał Kwiatkowski und Romain Grégoire von ihren ehemaligen Fluchtgefährten ab. Das Quartett erreichte den Zwischensprint mit einem Vorsprung von rund einer Minute auf das Hauptfeld, wo sich Romain Grégoire die meisten Punkte sicherte. Dahinter setzte sich Arnaud De Lie im Sprint um Platz fünf durch, ehe er mit den übrigen Mitgliedern der ehemaligen Ausreißergruppe 70 Kilometer vor dem Ziel vom Peloton eingeholt wurde. Da nun auch Adam Yates gestellt worden war, kehrte kurzzeitig etwas Ruhe im Hauptfeld ein.
Rund 60 Kilometer vor dem Ziel, zerfiel da Hauptfeld aufgrund des Seitenwinds erneut in mehrere Gruppen. Das hohe Tempo führte dazu, dass die Ausreißer bereits 50 Kilometer vor dem Ziel gestellt wurden. In der neuformierten Spitzengruppe befanden sich nun alle Gesamtklassement-Fahrer, wobei Sprinter wie Mark Cavendish (Astana Qazaqstan) abgehängt worden waren. 40 Kilometer vor dem Ziel erreichten die Fahrer mit der Côte de Blachon den Fuß der ersten Bergwertung des Tages. Diese nutzten Richard Carapaz (EF Education-EasyPost) und Tobias Halland Johannessen (Uno-X Mobility) um sich vom stark reduzierten Hauptfeld abzusetzen. Während sich der Norweger den einzigen Punkt holte, wurden mit Dylan Groenewegen (Jayco AlUla) und Alexander Kristoff (Uno-X Mobility) zwei Sprinter in der kurzen Welle abgehängt. Tobias Halland Johannessen führte im Anschluss auch über die Côte de Simacourbe, ehe er und sein Fluchtgefährte wenig später vom Peloton gestellt wurden. Im Anschluss griffen Jasper Stuyven (Lidl-Trek), Brent Van Moer und Fabien Grellier (TotalEnergies) an, wobei der zuletzt genannte Franzose dem Tempo der beiden Belgier nicht lange folgen konnte. Durch einen Angriff von Mathieu Burgaudeau (TotalEnergies) wurden die beiden Ausreißer jedoch zwölf Kilometer vor dem Ziel neutralisiert.
Im finalen Sprint kam es zu einem Sturz, in den Amaury Capiot (Arkéa-B&B Hotels) und Cees Bol (Astana Qazaqstan) involviert waren. Als Folge erhielt Maxim Van Gils (Lotto Dstny), dem die Schuld zugesprochen wurde, eine Geldstrafe. Zudem wurde sein Kapitän Arnaud De Lie von dem gestürzten Fahrer aufgehalten. Im Sprint setzte sich Jasper Philipsen (Alpecin-Deceuninck) vor Wout van Aert und Pascal Ackermann durch. Im Gesamtklassement kam es trotz der unübersichtlichen Rennsituation zu keinen nennenswerten Veränderungen.

## Ergebnis
| \| Etappenergebnis \| Etappenergebnis \| Etappenergebnis \| Etappenergebnis \| Etappenergebnis \| \| Fahrer \| Fahrer \| Land \| Team \| Zeit \| \| --------------- \| ----------------- \| --------------- \| -------------------------- \| --------------- \| \| 1. \| Jasper Philipsen \| Belgien \| Alpecin-Deceuninck \| 3 h 23 min 09 s \| \| 2. \| Wout van Aert \| Belgien \| Team Visma \\| Lease a Bike \| + 0 s \| \| 3. \| Pascal Ackermann \| Deutschland \| Israel-Premier Tech \| + 0 s \| \| 4. \| Biniam Girmay \| Eritrea \| Intermarché-Wanty \| + 0 s \| \| 5. \| Nikias Arndt \| Deutschland \| Bahrain Victorious \| + 0 s \| \| 6. \| Jasper Stuyven \| Belgien \| Lidl-Trek \| + 0 s \| \| 7. \| Clément Russo \| Frankreich \| Groupama-FDJ \| + 0 s \| \| 8. \| Bryan Coquard \| Frankreich \| Cofidis \| + 0 s \| \| 9. \| Tadej Pogačar \| Slowenien \| UAE Team Emirates \| + 0 s \| \| 10. \| Søren Wærenskjold \| Norwegen \| Uno-X Mobility \| + 0 s \| |                   |             |                            |                 |
| |                   |             |                            |                 |
| Quellen: ProCyclingStats Cycling Quotient |                   |             |                            |                 |
| Etappenergebnis |                   |             |                            |                 |
| Fahrer | Fahrer            | Land        | Team                       | Zeit            |
| 1. | Jasper Philipsen  | Belgien     | Alpecin-Deceuninck         | 3 h 23 min 09 s |
| 2. | Wout van Aert     | Belgien     | Team Visma \| Lease a Bike | + 0 s           |
| 3. | Pascal Ackermann  | Deutschland | Israel-Premier Tech        | + 0 s           |
| 4. | Biniam Girmay     | Eritrea     | Intermarché-Wanty          | + 0 s           |
| 5. | Nikias Arndt      | Deutschland | Bahrain Victorious         | + 0 s           |
| 6. | Jasper Stuyven    | Belgien     | Lidl-Trek                  | + 0 s           |
| 7. | Clément Russo     | Frankreich  | Groupama-FDJ               | + 0 s           |
| 8. | Bryan Coquard     | Frankreich  | Cofidis                    | + 0 s           |
| 9. | Tadej Pogačar     | Slowenien   | UAE Team Emirates          | + 0 s           |
| 10. | Søren Wærenskjold | Norwegen    | Uno-X Mobility             | + 0 s           |

## Gesamtstände
| \| Gesamtwertung \| Gesamtwertung \| Gesamtwertung \| Gesamtwertung \| Gesamtwertung \| \| Fahrer \| Fahrer \| Land \| Team \| Zeit \| \| ------------- \| ---------------- \| ---------------------- \| -------------------------- \| ---------------- \| \| 1. \| Tadej Pogačar \| Slowenien \| UAE Team Emirates \| 52 h 40 min 58 s \| \| 2. \| Remco Evenepoel \| Belgien \| Soudal Quick-Step \| + 1 min 06 s \| \| 3. \| Jonas Vingegaard \| Dänemark \| Team Visma \\| Lease a Bike \| + 1 min 14 s \| \| 4. \| João Almeida \| Portugal \| UAE Team Emirates \| + 4 min 20 s \| \| 5. \| Carlos Rodríguez \| Spanien \| Ineos Grenadiers \| + 4 min 40 s \| \| 6. \| Mikel Landa \| Spanien \| Soudal Quick-Step \| + 5 min 38 s \| \| 7. \| Adam Yates \| Vereinigtes Königreich \| UAE Team Emirates \| + 6 min 59 s \| \| 8. \| Giulio Ciccone \| Italien \| Lidl-Trek \| + 7 min 36 s \| \| 9. \| Derek Gee \| Kanada \| Israel-Premier Tech \| + 7 min 54 s \| \| 10. \| Matteo Jorgenson \| Vereinigte Staaten \| Team Visma \\| Lease a Bike \| + 8 min 56 s \| |                  |                        |                            |                  |
| |                  |                        |                            |                  |
| Quellen: ProCyclingStats Cycling Quotient |                  |                        |                            |                  |
| Gesamtwertung |                  |                        |                            |                  |
| Fahrer | Fahrer           | Land                   | Team                       | Zeit             |
| 1. | Tadej Pogačar    | Slowenien              | UAE Team Emirates          | 52 h 40 min 58 s |
| 2. | Remco Evenepoel  | Belgien                | Soudal Quick-Step          | + 1 min 06 s     |
| 3. | Jonas Vingegaard | Dänemark               | Team Visma \| Lease a Bike | + 1 min 14 s     |
| 4. | João Almeida     | Portugal               | UAE Team Emirates          | + 4 min 20 s     |
| 5. | Carlos Rodríguez | Spanien                | Ineos Grenadiers           | + 4 min 40 s     |
| 6. | Mikel Landa      | Spanien                | Soudal Quick-Step          | + 5 min 38 s     |
| 7. | Adam Yates       | Vereinigtes Königreich | UAE Team Emirates          | + 6 min 59 s     |
| 8. | Giulio Ciccone   | Italien                | Lidl-Trek                  | + 7 min 36 s     |
| 9. | Derek Gee        | Kanada                 | Israel-Premier Tech        | + 7 min 54 s     |
| 10. | Matteo Jorgenson | Vereinigte Staaten     | Team Visma \| Lease a Bike | + 8 min 56 s     |

| Punktewertung | Punktewertung    | Punktewertung | Punktewertung              | Punktewertung |
| Fahrer        | Fahrer           | Land          | Team                       | Punkte        |
| ------------- | ---------------- | ------------- | -------------------------- | ------------- |
| 1.            | Biniam Girmay    | Eritrea       | Intermarché-Wanty          | 346 P.        |
| 2.            | Jasper Philipsen | Belgien       | Alpecin-Deceuninck         | 271 P.        |
| 3.            | Anthony Turgis   | Frankreich    | TotalEnergies              | 141 P.        |
| 4.            | Jonas Abrahamsen | Norwegen      | Uno-X Mobility             | 133 P.        |
| 5.            | Bryan Coquard    | Frankreich    | Cofidis                    | 127 P.        |
| 6.            | Arnaud De Lie    | Belgien       | Lotto Dstny                | 125 P.        |
| 7.            | Wout van Aert    | Belgien       | Team Visma \| Lease a Bike | 114 P.        |
| 8.            | Pascal Ackermann | Deutschland   | Israel-Premier Tech        | 102 P.        |
| 9.            | Fernando Gaviria | Kolumbien     | Movistar Team              | 100 P.        |
| 10.           | Tadej Pogačar    | Slowenien     | UAE Team Emirates          | 96 P.         |

| Bergwertung | Bergwertung         | Bergwertung            | Bergwertung                | Bergwertung |
| Fahrer      | Fahrer              | Land                   | Team                       | Punkte      |
| ----------- | ------------------- | ---------------------- | -------------------------- | ----------- |
| 1.          | Tadej Pogačar       | Slowenien              | UAE Team Emirates          | 36 P.       |
| 2.          | Jonas Abrahamsen    | Norwegen               | Uno-X Mobility             | 36 P.       |
| 3.          | Jonas Vingegaard    | Dänemark               | Team Visma \| Lease a Bike | 28 P.       |
| 4.          | Remco Evenepoel     | Belgien                | Soudal Quick-Step          | 18 P.       |
| 5.          | Valentin Madouas    | Frankreich             | Groupama-FDJ               | 16 P.       |
| 6.          | Carlos Rodríguez    | Spanien                | Ineos Grenadiers           | 12 P.       |
| 7.          | Stephen Williams    | Vereinigtes Königreich | Israel-Premier Tech        | 10 P.       |
| 8.          | Frank van den Broek | Niederlande            | Team dsm-firmenich PostNL  | 9 P.        |
| 9.          | João Almeida        | Portugal               | UAE Team Emirates          | 6 P.        |
| 10.         | Ben Healy           | Irland                 | EF Education-EasyPost      | 5 P.        |

| Nachwuchswertung | Nachwuchswertung    | Nachwuchswertung       | Nachwuchswertung           | Nachwuchswertung  |
| Fahrer           | Fahrer              | Land                   | Team                       | Zeit              |
| ---------------- | ------------------- | ---------------------- | -------------------------- | ----------------- |
| 1.               | Remco Evenepoel     | Belgien                | Soudal Quick-Step          | 52 h 42 min 04 s  |
| 2.               | Carlos Rodríguez    | Spanien                | Ineos Grenadiers           | + 3 min 34 s      |
| 3.               | Matteo Jorgenson    | Vereinigte Staaten     | Team Visma \| Lease a Bike | + 7 min 50 s      |
| 4.               | Santiago Buitrago   | Kolumbien              | Bahrain Victorious         | + 8 min 35 s      |
| 5.               | Ben Healy           | Irland                 | EF Education-EasyPost      | + 11 min 02 s     |
| 6.               | Javier Romo         | Spanien                | Movistar Team              | + 14 min 35 s     |
| 7.               | Ilan Van Wilder     | Belgien                | Soudal Quick-Step          | + 32 min 10 s     |
| 8.               | Thomas Pidcock      | Vereinigtes Königreich | Ineos Grenadiers           | + 54 min 29 s     |
| 9.               | Frank van den Broek | Niederlande            | Team dsm-firmenich PostNL  | + 1 h 03 min 45 s |
| 10.              | Romain Grégoire     | Frankreich             | Groupama-FDJ               | + 1 h 04 min 26 s |

| Mannschaftswertung | Mannschaftswertung         | Mannschaftswertung           | Mannschaftswertung |
| Team               | Team                       | Land                         | Zeit               |
| ------------------ | -------------------------- | ---------------------------- | ------------------ |
| 1.                 | UAE Team Emirates          | Vereinigte Arabische Emirate | 158 h 12 min 09 s  |
| 2.                 | Soudal Quick-Step          | Belgien                      | + 21 min 03 s      |
| 3.                 | Ineos Grenadiers           | Vereinigtes Königreich       | + 22 min 22 s      |
| 4.                 | Team Visma \| Lease a Bike | Niederlande                  | + 24 min 14 s      |
| 5.                 | Bahrain Victorious         | Bahrain                      | + 43 min 55 s      |
| 6.                 | Lidl-Trek                  | Vereinigte Staaten           | + 54 min 39 s      |
| 7.                 | Red Bull-Bora-Hansgrohe    | Deutschland                  | + 57 min 16 s      |
| 8.                 | Movistar Team              | Spanien                      | + 1 h 00 min 32 s  |
| 9.                 | EF Education-EasyPost      | Vereinigte Staaten           | + 1 h 06 min 37 s  |
| 10.                | Decathlon-AG2R La Mondiale | Frankreich                   | + 1 h 31 min 29 s  |

## Ausgeschiedene Fahrer
- Primož Roglič (Red Bull–Bora–Hansgrohe) trat zur Etappe aufgrund seiner Sturzverletzungen vom Vortag nicht an
- Jesús Herrada (Cofidis) ging krankheitsbedingt nicht an den Start
- Juan Ayuso (UAE Team Emirates) gab die Etappe krankheitsbedingt auf[4]